# 精華町
精華町（日语：／ Seika chō */?）是位於京都府南部的行政區劃，木津川從轄區東側通過，轄內西部與南部為丘陵地，主要市區位於東部的平原。
由於被劃入關西文化學術研究都市，在轄內西部及南部有包括平城・相樂新市鎮等多處新興的住宅區；在西元2000年後人口仍維持增加。
轄內的陸上自衛隊祝園分屯地過去原為大日本帝國陸軍大阪砲兵工廠祝園填藥所，在二次大戰期間是東亞最大的彈藥庫基地。

## 人口
在2005年的日本國勢調查中，曾以29.9%的人口成長率成為全日本人口成長率最高的行政區劃。
| 精華町人口分布圖 |                                               |  |
| 精華町與日本全國年齡別人口分布比較圖 （2005年資料） | 精華町的年齡、男女別人口分布圖 （2005年資料） |  |
| ■紫色是精華町 ■綠色是全国 | ■藍色是男性 ■紅色是女性                       |  |
| 精華町人口變化 \| 1970年 \| 10,929人 \| \| \| 1975年 \| 13,894人 \| \| \| 1980年 \| 15,334人 \| \| \| 1985年 \| 16,095人 \| \| \| 1990年 \| 17,519人 \| \| \| 1995年 \| 22,691人 \| \| \| 2000年 \| 26,357人 \| \| \| 2005年 \| 34,236人 \| \| \| 2010年 \| 35,630人 \| \| \| 2015年 \| 36,376人 \| \| \| 2020年 \| 36,198人 \| \| |                                               |  |
| 資料來源：日本總務省統計中心提供之人口普查數據 |                                               |  |
| 1970年 | 10,929人                                      |  |
| 1975年 | 13,894人                                      |  |
| 1980年 | 15,334人                                      |  |
| 1985年 | 16,095人                                      |  |
| 1990年 | 17,519人                                      |  |
| 1995年 | 22,691人                                      |  |
| 2000年 | 26,357人                                      |  |
| 2005年 | 34,236人                                      |  |
| 2010年 | 35,630人                                      |  |
| 2015年 | 36,376人                                      |  |
| 2020年 | 36,198人                                      |  |

## 历史
現在的精華町範圍在江戶時代分屬皇室領、幕府旗本領、淀藩領地，在明治維新後，最終都被劃入新設立的京都府內。1889年實施町村制時，現在的精華町範圍在當時分屬狛田村、稻田村、祝園村、山田莊村四村；1931年、狛田村、祝園村、稻田三村先合併為川西村；1950年代昭和大合併期間，位於相樂郡西北部同屬川西村山田莊村相樂村組合立精華中學校的川西村、山田莊村、相樂村原被規劃一同合併，但最終相樂村決定併入木津町，因此僅川西村和山田莊村進行合併，當時這兩村也因為共同經營精華中學校而產生集體感情，因此在1951年合併時決定以「精華」作為合併後的新名稱，成為精華村。而精華中學校的「精華」之名則源自其前身精華高等小學校在1896年建校時，引用當時政府在1890年開始使用的教育口號「國體之精華」。
1955年精華村改制為精華町。
在21世紀初的平成大合併期間，精華町也曾與京田邊市、木津町被規劃合併為一個人口數超過10萬的城市，但此方案最終只有京田邊市長贊成，木津町及精華町的町長都反對，最終並未能實現。

### 變遷表
| 1889年4月1日 | 1889年 - 1926年 | 1926年 - 1944年      | 1945年 - 1954年     | 1955年 - 1989年     | 1989年 - 现在       | 现在                |
| ------------ | --------------- | -------------------- | ------------------- | ------------------- | ------------------- | ------------------- |
| 狛田村       | 狛田村          | 1931年10月1日 川西村 | 1951年4月1日 精华村 | 1955年4月1日 精华町 | 1955年4月1日 精华町 | 1955年4月1日 精华町 |
| 祝园村       |                 | 1931年10月1日 川西村 | 1951年4月1日 精华村 | 1955年4月1日 精华町 | 1955年4月1日 精华町 | 1955年4月1日 精华町 |
| 稻田村       |                 | 1931年10月1日 川西村 | 1951年4月1日 精华村 | 1955年4月1日 精华町 | 1955年4月1日 精华町 | 1955年4月1日 精华町 |
| 山田莊村     |                 |                      | 1951年4月1日 精华村 | 1955年4月1日 精华町 | 1955年4月1日 精华町 | 1955年4月1日 精华町 |

## 交通
西日本旅客鐵道片町線及近畿日本鐵道京都線從轄內東側平原處通過，主要車站為JR祝園車站及近鐵新祝園車站，兩站距離僅30公尺，有聯絡道可直接接通。

### 鐵路
- 西日本旅客鐵道（JR西日本）
  - 片町線（學研都市線）：（木津川市）- 祝園車站 - 下狛車站 - （京田邊市→）
- 近畿日本鐵道（近鐵）
  - 京都線：（←京田邊市）- 狛田車站 - 新祝園車站 -（木津川市）- 山田川車站 - （木津川市）

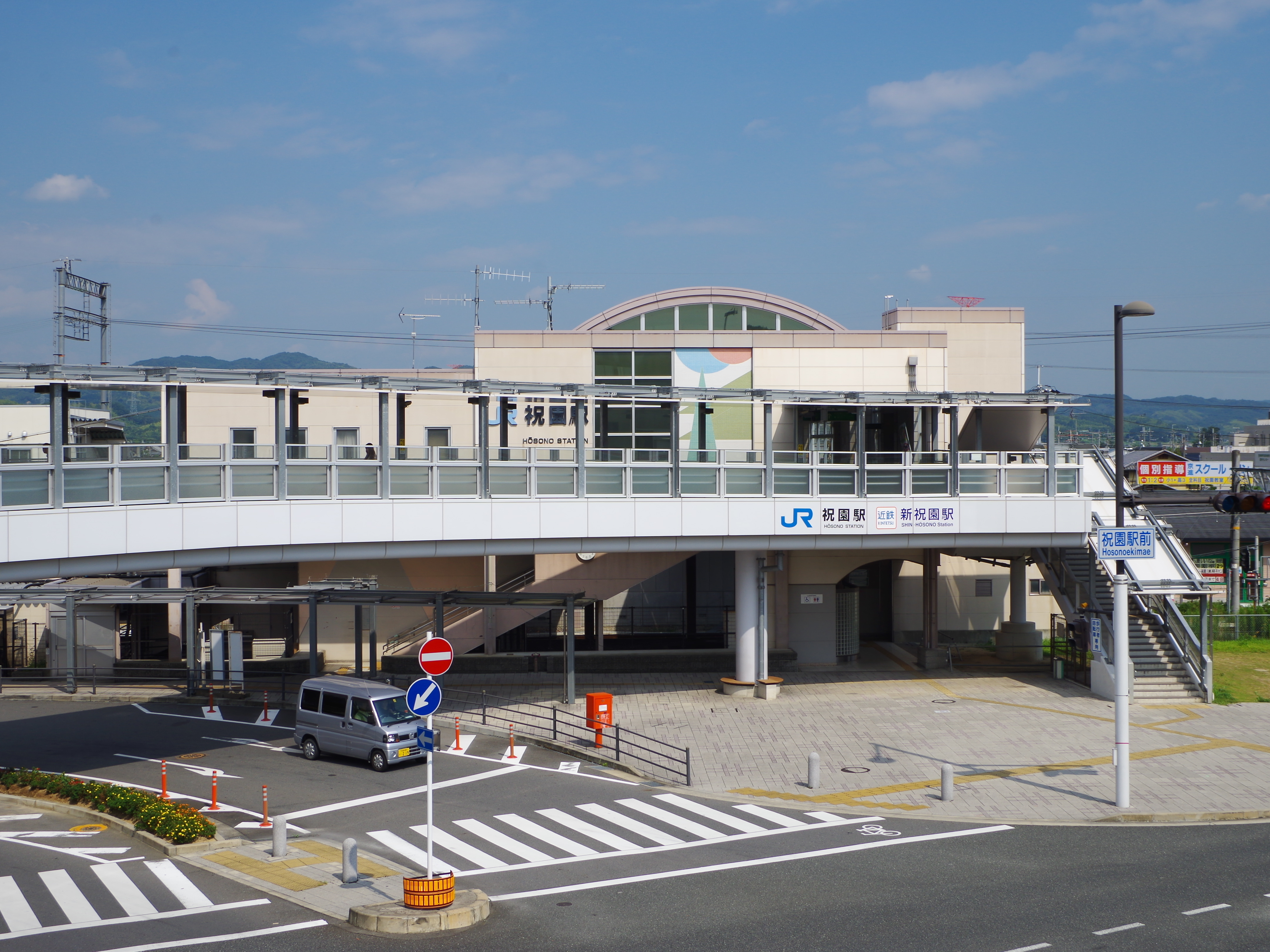
JR祝園車站
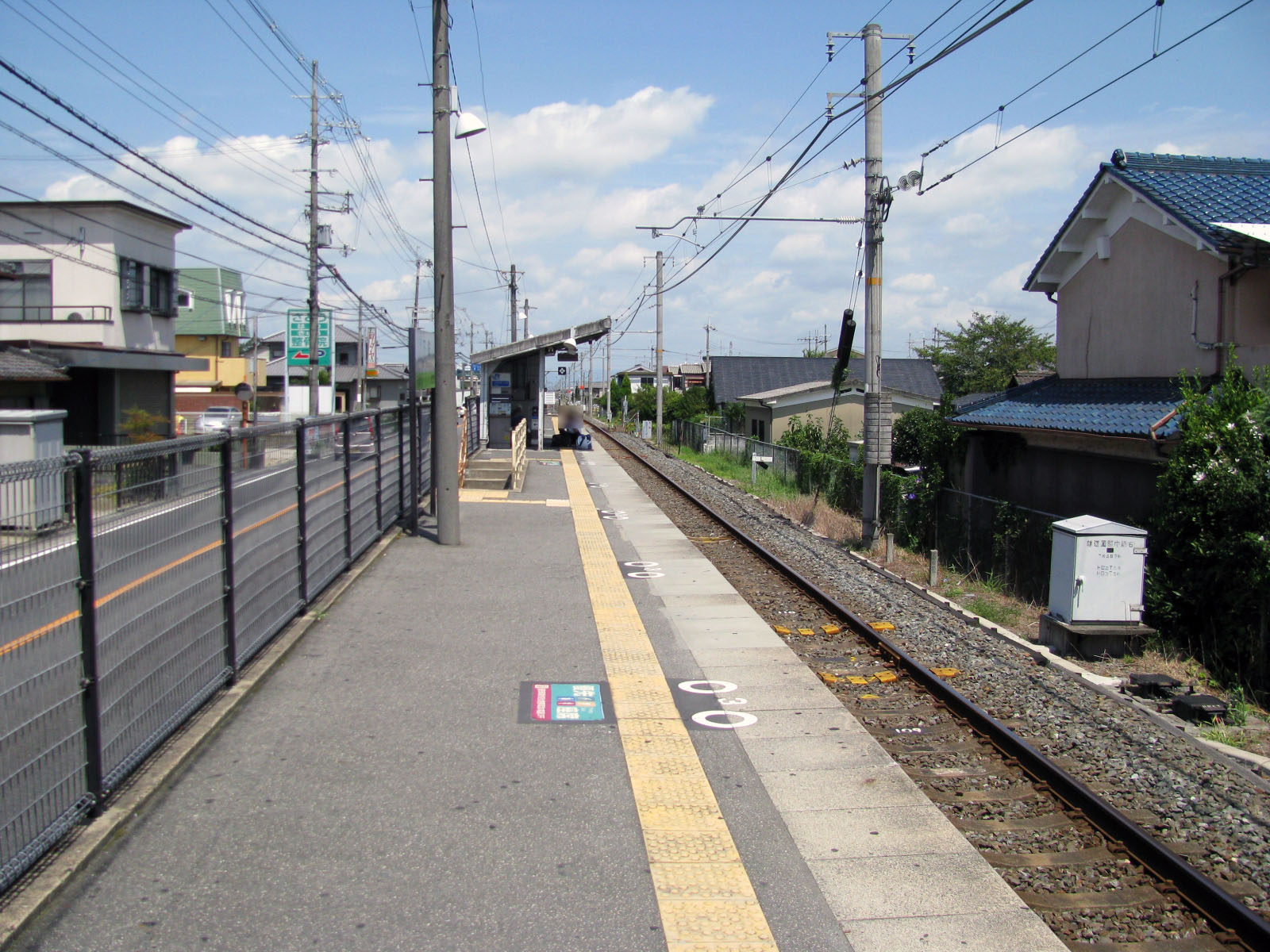
JR下狛車站
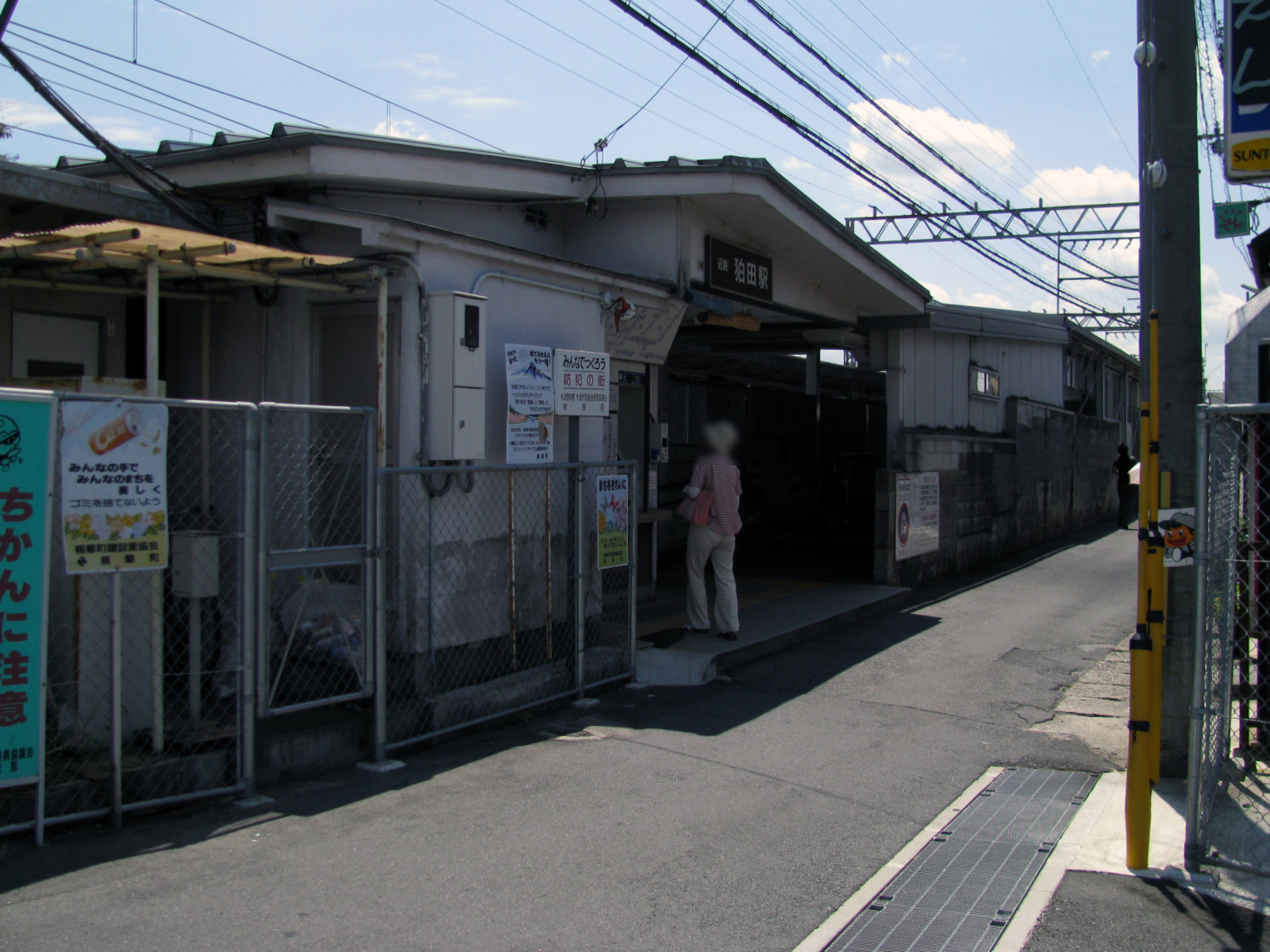
近鐵狛田車站
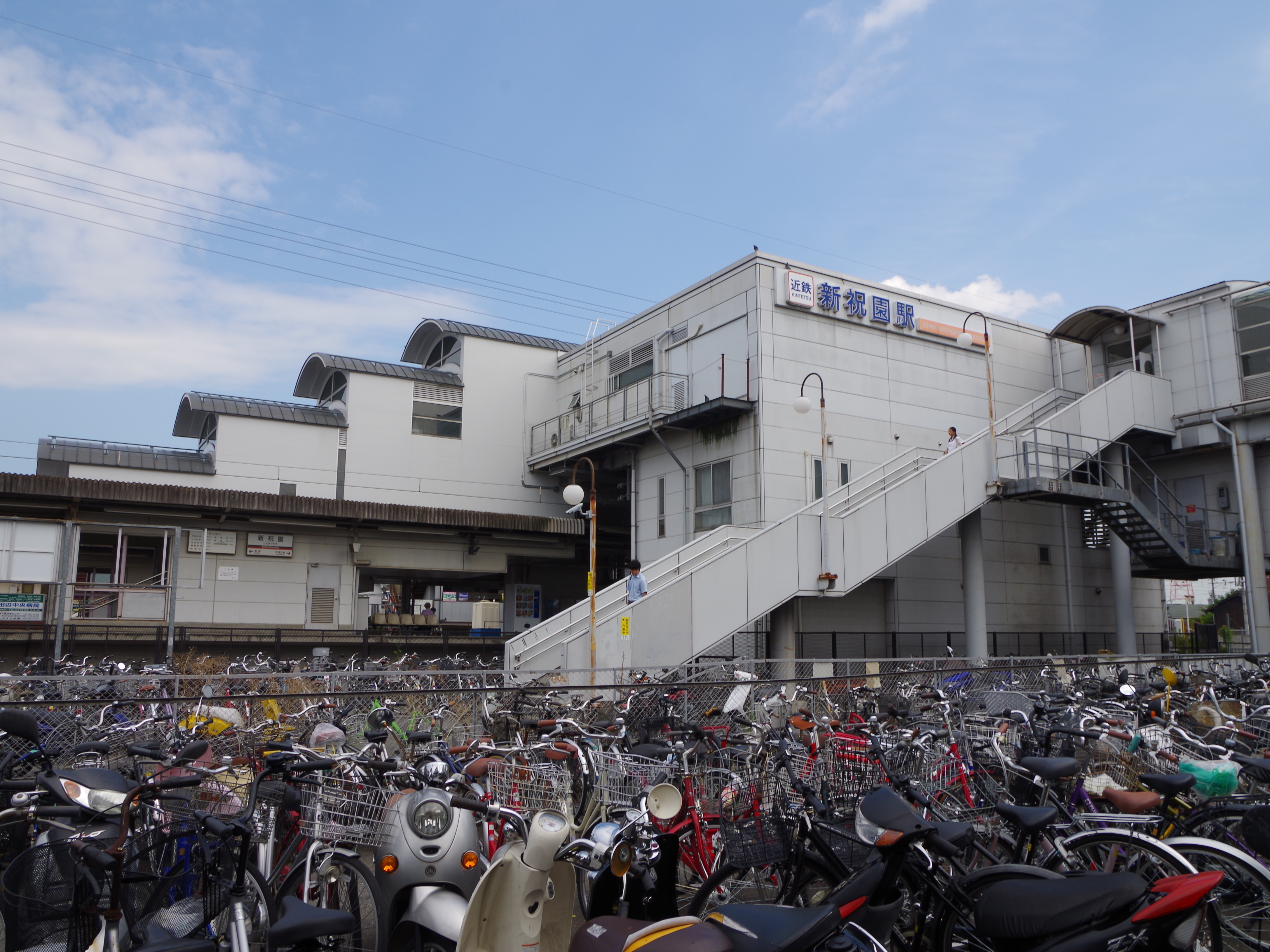
近鐵新祝園車站

### 公路
- 京奈和自動車道：（京田邊市） - 精華下狛交流道 - 精華學研交流道 - （木津川市） - 山田川交流道 - （木津川市）

## 教育
京都府立大學2011年起在此設有精華校區，此校區主要設施為產學合作研究設施及附屬農場。
此外京都精華大學及京都精華學園中學校・高等學校雖然名為精華，但並非位於精華町，而是位於京都市北部的左京區。

## 著名人物

### 人物
- 押川和弘（音乐组合Sekizui）
- 杉嶋亮作（NHKア播音员）
- 渡边美里（歌手）
- 松田功己（杂技演员）

### 吉祥物

#### 京町精華
京町精華是2013年7月5日精華町通过漫画创作软件「ComiPo!」创作的一个女性人物，公布作为政府的宣传角色，并从当日起至8月7日向公众募集人物的名称，最终经过“清华町角色昵称检讨会议”的审议，在9月9日宣布名称为“京町精華”，同时还公开角色的三维模型数据。
之后，京町精華开始在精華町的宣传杂志和官方Twitter出现，并且于10月29日被情报通信研究机构Universal Communication研究所运用在开发的數位標牌立体图中。2014年7月5日至30日，为庆祝京町清华诞辰一周年，市政厅举办了一次公众作品展览。。同年10月，精華町在自动舞蹈软件「Chara-min OMP」发布由ISao建立的京町精華三维模型。2014年11月，精華町参加全国研讨会「萌角色学会」。2015年11月，为了推出京町精華的Voiceroid产品而开启群眾募資，在12月8日达成目标金额。2016年6月10日，由AI根据京町精華的配音立花理香的采样所开发的《VOICEROID+ 京町精華 EX》，由AHS发行，插图由梅谷阿太郎绘制。之后，此语音库还运用在精華町的官方网站。2020年7月5日，由UNI Create外包的YouTuber频道开设。2021年9月29日，AHS发售京町精華的语音素材集「Pita声」。2022年1月27日，通过群眾募資，由AHS发行歌唱软件Synthesizer V产品《Synthesizer V AI京町精華 Complete》，插图由VOFAN绘制，包含标准版音源和AI版音源，公关宣传前者的擅长音域为B3至F5，后者为B3至D5。
设定
京町精華是顶着黑色妹妹頭的女性虚构人物，并且从瞳孔、耳麦、无袖西装、袖套和靴子都是统一的绿色，在耳机、衣领和衣服胸口印有町章，并且是以“来自未来的信使，穿梭于‘过去、现在和未来’之间”的基本概念进行设计，以代表関西文化学術研究都市的尖端科学与被《日本書紀》记载下的城市历史。
- 身高：151.5cm
- 生日：7月5日
- 年龄：23岁

## 外部連結
- （英文） 精華町官方網頁
- （日語） 京町精華的Facebook專頁
- （日語）京町精華的X（前Twitter）
- OpenStreetMap上有關精華町的地理